# Peacekeeper Rail Garrison

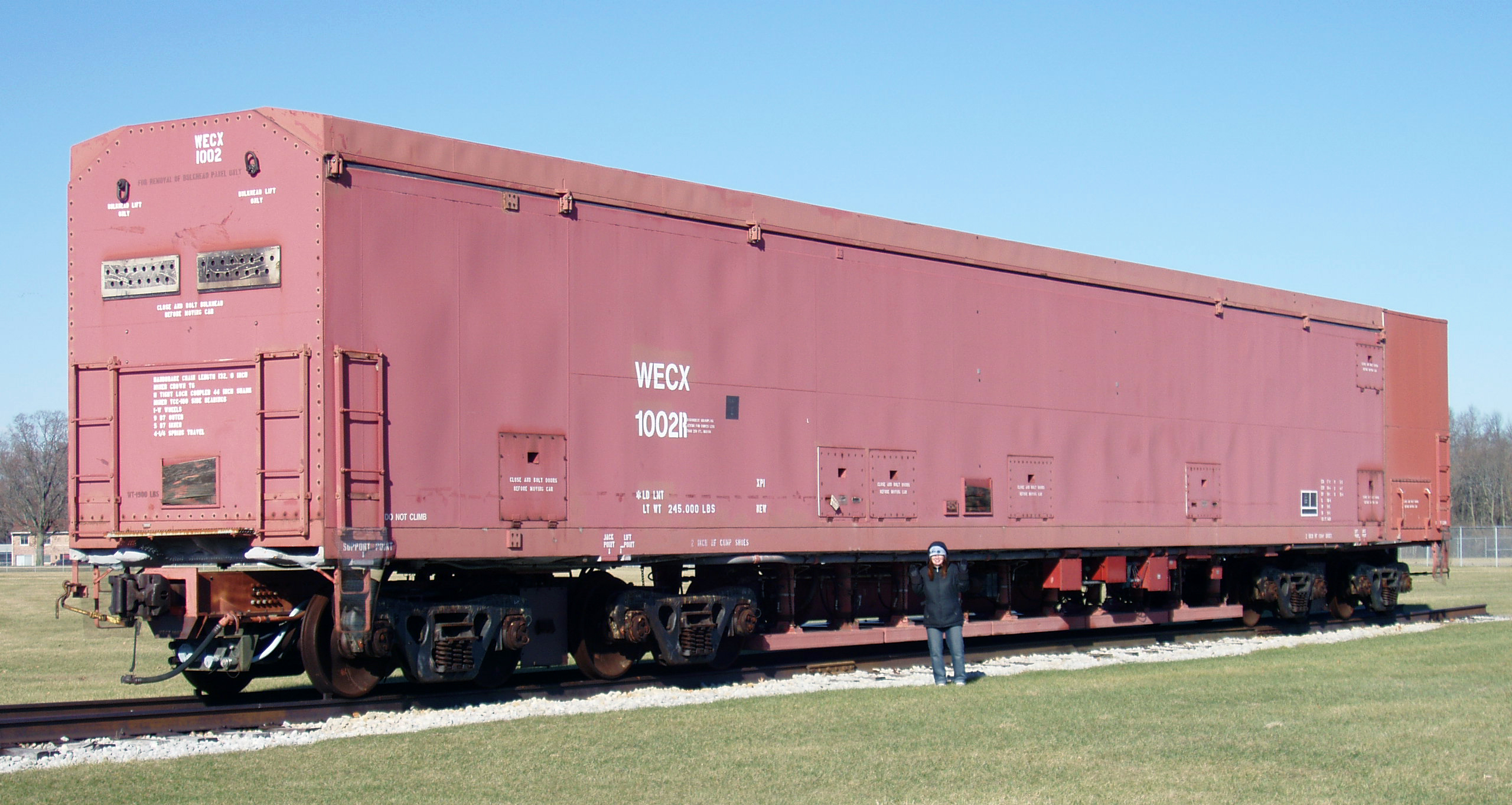
Der Prototyp der Abschussrampe im National Museum of the Air Force, Dayton (Ohio)

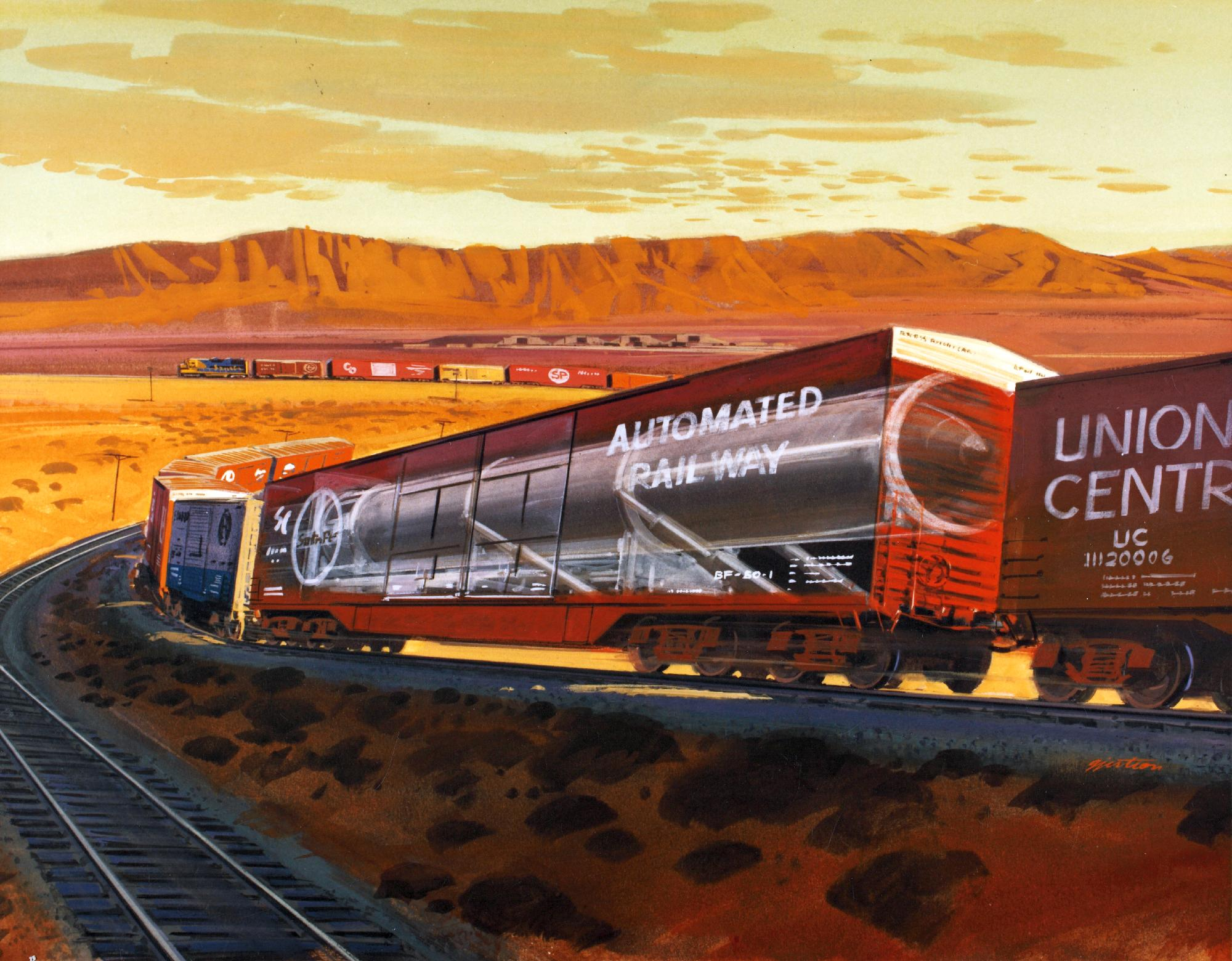
Künstlerische Darstellung des Zuges

Die Peacekeeper Rail Garrison (deutsch etwa Peacekeeper-Bahngarnison) war ein mobiles System zum Transport und zum Einsatz von Interkontinentalraketen vom Typ MGM-118A Peacekeeper vom Eisenbahn-Netz aus. Die entsprechenden Pläne aus den 1980er Jahren sahen 50 Raketen vor, die nahezu abschussbereit auf Eisenbahnwaggons transportiert werden sollten.
In der Sowjetunion existierte von 1987 bis 2005 ein ähnliches System unter der Bezeichnung RT-23 Molodez und Eisenbahnraketenkomplex. Der Vorteil von als Güterwaggons getarnten Abschussrampen liegt darin, dass der Gegner nie weiß, wo sich die Raketen befinden. So würde ein Erstschlag zur Zerstörung dieser Atomwaffen ins Leere laufen.
Diese Idee konnte sich jedoch nicht durchsetzen, so dass es bei einem Prototyp blieb. So ist die Wartung der Rakete in einem Bahnwagen schwieriger.
Jeder der Züge sollte zwei Peacekeeper-Raketen tragen, und von zwei EMD GP40-2-Lokomotiven gezogen werden. Des Weiteren hätte jeder Zug in zwei Waggons Sicherheitspersonal befördert, ein Waggon hätte die Steuerzentrale beherbergt, ein weiterer den Treibstoff, und letztlich war ein Waggon für Unterhaltswerkzeuge vorgesehen. Für jeden Zug waren 42 Mann Besatzung zuständig: Ein Kommandant, vier für die Raketenstarts verantwortliche Offiziere, vier Lokführer, ein Sanitäter, sechs Wartungsfachleute und 26 für die Sicherheit des Zuges notwendige Soldaten.
Die Pläne sahen vor, die Züge in unterirdischen Lagern in Bereitschaft zu halten. Bei einer Anspannung der Sicherheitslage sollten die Züge auf dem zivilen Streckennetz unterwegs sein und sich unter dem üblichen Güterverkehr verstecken. Jeder der Züge wäre in der Lage gewesen, einen Monat lang autonom zu operieren.
Nach anfänglichen Tests auf der Vandenberg Air Force Base wurde der Prototyp der Abschussrampe nach Pueblo, Colorado, verbracht, um auf der Teststrecke der Association of American Railroads weitere Versuche durchzuführen.
Mit dem Ende des Kalten Kriegs wurde das Projekt im Jahre 1991 eingestellt. Sämtliche für das Peacekeeper Rail Garrison hergestellten MGM-118-Raketen wurden als LGM-118 in modernisierten LGM-30 Minuteman-Silos eingesetzt.

## Spezifikationen des Abschussrampen-Wagens
- Gewicht: 249 Tonnen
- Länge: 26,52 m
- Breite: 3,15 m
- Höhe: 4,80 m
- Drehgestelle: Zwei zu je vier Achsen
- Kupplung: Janney, Typ AAR/APTA H Tightlock[4]